# Ceratophyus dauricus
Ceratophyus dauricus es una especie de coleóptero de la familia Geotrupidae.

## Distribución geográfica
Habita en Mongolia y China.